# Eyvind el Enfermizo y Alf Askman
Eyvind el Enfermizo y Alf Askman fueron dos vikingos de Noruega en el siglo IX, hijos del caudillo Ozur Toti, hersir de Hålogaland. Ozur era también padre de la reina consorte de Erico I de Noruega y madre de reyes Gunnhild Gormsdottir, por lo tanto ambos eran cuñados del rey.
Según la saga de Egil Skallagrímson, los dos hermanos entraron al servicio de Erico I como huscarles al servicio de su hird (corte noble).